# 신나이
신나이, 사르데냐어로는 신니아는 이탈리아 사르데냐 주 칼리아리 광역시의 코무네로, 칼리아리에서 북동쪽으로 약 12 킬로미터 (7 mi) 떨어져 있다. 인구는 17,364명이다.
신나이는 다음 지방 자치체와 접해 있다: 부르체이, 카스티아다스, 돌리아노바, 마라칼라고니스, 콰르투치우, 산비토, 세티모산피에트로, 솔레미니스, 빌라살토, 빌라시미우스.

## 인구
| 연도 | 인구  | ±%     |
| ---- | ----- | ------ |
| 1861 | 2,984 | —      |
| 1871 | 2,977 | −0.2%  |
| 1881 | 3,101 | +4.2%  |
| 1901 | 3,847 | +24.1% |
| 1911 | 4,444 | +15.5% |
| 1921 | 4,658 | +4.8%  |
| 1931 | 5,122 | +10.0% |
| 1936 | 5,617 | +9.7%  |

| 연도 | 인구   | ±%     |
| ---- | ------ | ------ |
| 1951 | 6,736  | +19.9% |
| 1961 | 7,725  | +14.7% |
| 1971 | 8,799  | +13.9% |
| 1981 | 11,229 | +27.6% |
| 1991 | 13,086 | +16.5% |
| 2001 | 15,235 | +16.4% |
| 2011 | 16,730 | +9.8%  |
| 2021 | 17,323 | +3.5%  |

## 자매 도시
- 템피오파우사니아, 이탈리아
- 아르문자, 이탈리아
- 보볼로네, 이탈리아
- 포차, 이탈리아
- 아시아고, 이탈리아